# Ger Senden
Gerardus Christianus (Ger) Senden (* 9. Juli 1971 in Heerlen) ist ein ehemaliger niederländischer Fußballspieler, der bei Roda JC Kerkrade unter Vertrag stand.
Ger Senden war ein besonders in der Provinz Limburg sehr bekannter und angesehener Fußballspieler, da er bereits seit der Gründung des Vereines bei diesem Mitglied ist. Bereits als Jugendspieler trug er die schwarz-gelben Vereinsfarben von Roda. Begonnen hatte er bei VV Chevremont, einem früheren Fußballverein aus Kerkrade.
Aufgrund seines langfristigen Vertrages mit seinem Verein wurde Senden auch als Mister Roda bezeichnet, was ein Indiz für seine immer noch große Popularität im Süden Limburgs galt.

## Laufbahn
| Saison  | Verein           | Land        | Liga          | Spiele | Tore |
| ------- | ---------------- | ----------- | ------------- | ------ | ---- |
| 1989/90 | Roda JC Kerkrade | Niederlande | Ehrendivision | 11     | 0    |
| 1990/91 | Roda JC Kerkrade | Niederlande | Ehrendivision | 03     | 0    |
| 1991/92 | Roda JC Kerkrade | Niederlande | Ehrendivision | 24     | 0    |
| 1992/93 | Roda JC Kerkrade | Niederlande | Ehrendivision | 27     | 0    |
| 1993/94 | Roda JC Kerkrade | Niederlande | Ehrendivision | 31     | 0    |
| 1994/95 | Roda JC Kerkrade | Niederlande | Ehrendivision | 33     | 1    |
| 1995/96 | Roda JC Kerkrade | Niederlande | Ehrendivision | 32     | 1    |
| 1996/97 | Roda JC Kerkrade | Niederlande | Ehrendivision | 33     | 1    |
| 1997/98 | Roda JC Kerkrade | Niederlande | Ehrendivision | 30     | 1    |
| 1998/99 | Roda JC Kerkrade | Niederlande | Ehrendivision | 22     | 0    |
| 1999/00 | Roda JC Kerkrade | Niederlande | Ehrendivision | 21     | 0    |
| 2000/01 | Roda JC Kerkrade | Niederlande | Ehrendivision | 19     | 0    |
| 2001/02 | Roda JC Kerkrade | Niederlande | Ehrendivision | 16     | 0    |
| 2002/03 | Roda JC Kerkrade | Niederlande | Ehrendivision | 22     | 0    |
| 2003/04 | Roda JC Kerkrade | Niederlande | Ehrendivision | 28     | 4    |
| 2004/05 | Roda JC Kerkrade | Niederlande | Ehrendivision | 19     | 0    |
| 2005/06 | Roda JC Kerkrade | Niederlande | Ehrendivision | 24     | 1    |
| 2006/07 | Roda JC Kerkrade | Niederlande | Ehrendivision | 14     | 0    |
| 2007/08 | Roda JC Kerkrade | Niederlande | Ehrendivision | 04     | 0    |
| Gesamt  | Gesamt           | Gesamt      | Gesamt        | 411    | 9    |

| Personendaten    | Personendaten                                     |
| ---------------- | ------------------------------------------------- |
| NAME             | Senden, Ger                                       |
| ALTERNATIVNAMEN  | Senden, Gerardus Christianus (vollständiger Name) |
| KURZBESCHREIBUNG | niederländischer Fußballspieler                   |
| GEBURTSDATUM     | 9. Juli 1971                                      |
| GEBURTSORT       | Heerlen                                           |